# Berghia norvegica
Berghia norvegica is een slakkensoort uit de familie van de Aeolidiidae. De wetenschappelijke naam van de soort is voor het eerst geldig gepubliceerd in 1939 door Odhner.